# Wohnhof der Eisenbahner-Baugenossenschaft

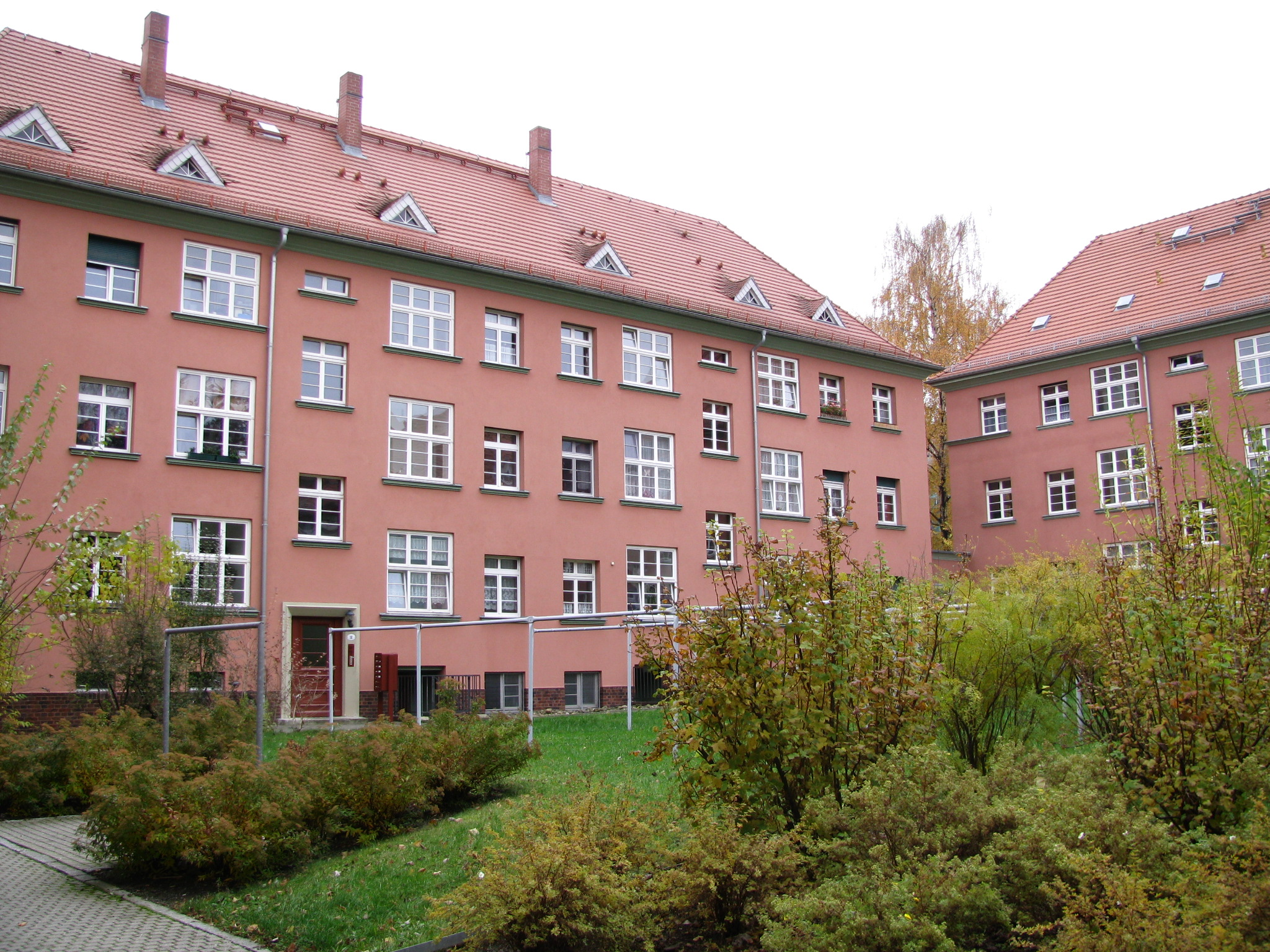
Innenhof

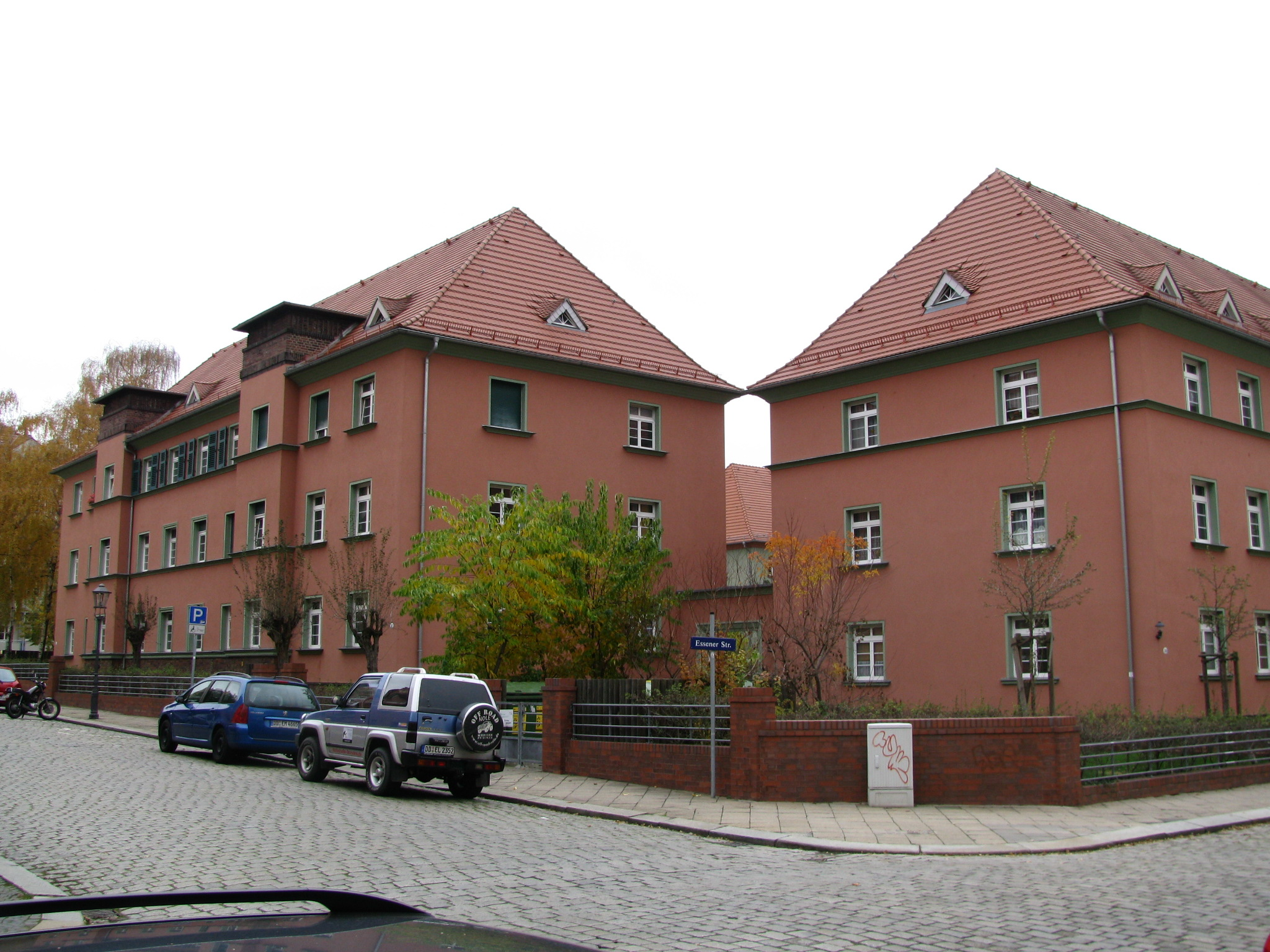
Außenansicht

Der Wohnhof der Eisenbahner-Baugenossenschaft liegt an der Deubener Straße 16–32, Essener Straße 2–4, Grillenburger Straße 1–3, Malterstraße 41–57 in Dresden.

## Beschreibung
Der 1927 von Curt Herfurth errichtete Wohnhof ist ein Beispiel für expressionistische Architektur unter Verwendung des „expressionistisch beeinflusste[n] Formenvokabular[s] des Kopfbaues der Eisenbahnersiedlung an der Hansastraße“. Die Häuser Nr. 24–26 an der Deubener Straße treten risalitartig aus der Häuserflucht hervor. Ihre Treppenhäuser haben eine prismatische Grundform und sind bis in die Dachzone hochgezogen. Zwischen den beiden dominierenden Treppenhäusern wurde eine Ladenzone auf Erdgeschosshöhe eingefügt, die mit hartgebrannten Klinkerziegeln verkleidet worden ist. Bemerkenswert sind die Treppenhausfenster, die aus „der Spitze des Baukörpers herausgeschnitten [sind] und eine Sprossung in einem 45 Grad-Muster aufweisen, welche mit der [Sprossung] in den dreieckigen Dachgauben korrespondieren.“